# غاليري غاغوسيان
غاليري غاغوسيان (بالإنجليزية Gagosian Gallery) سلسلة غاليريهات للفن المعاصر افتتحها ويملكها اختصاصي الرسوم الفنية الأميركي الأرمني الأصل لاري غاغوسيان. للغاليري ثلاث فروع في نيويورك، اثنان في لندن، وواحد في كل من بيفرلي هيلز كاليفورنيا، روما، أثينا، باريس، جنيف، هونغ كونغ وموسكو.

## وصلات خارجية
- الموقع الرسمي نسخة محفوظة 20 مايو 2021 على موقع واي باك مشين.